# District de Peqin

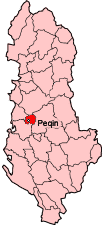

Le district albanais autonome de Peqin est un des 36 districts d'Albanie. Il a une superficie de 191 km2 et compte 40 000 habitants. Sa capitale est Peqin.
Il est voisin des districts albanais de Kavajë, Tirana, Elbasan et Lushnjë.
Le district dépend de la préfecture d'Elbasan.